# 양수역
양수역(兩水驛, Yangsu station)은 경기도 양평군 양서면 용담리에 있는 수도권 전철 경의·중앙선의 전철역이다. 현재 광역전철만이 정차하며, 무궁화호 등의 일반 열차는 무정차 통과한다.

## 역사
- 1939년 4월 1일 : 보통역으로 영업 개시[2]
- 1970년 2월 13일 : 역사소실로 신축 준공
- 1970년 3월 2일 : 화재로 역사 소실[3]
- 1991년 1월 1일 : 소화물 취급 중지[4]
- 1991년 3월 2일 : 화물열차 탈선 사고[5]
- 2004년 9월 1일 : 화물취급 중지[6]
- 2008년 2월 19일 : 구 역사 철거, 임시역사로 이전
- 2008년 9월 1일 : 수도권 전철 중앙선 개통 이전까지 모든 열차 무정차 통과
- 2008년 12월 29일 : 수도권 전철 중앙선 연장 개통과 함께 현 역사로 확대이전, 급행 열차 운행 개시, 무궁화호 열차 무정차 통과. 철도승차권 단말기 철거[7]

## 역 구조
2면 4선식 쌍섬식 승강장을 갖춘 지상역이다. 스크린도어가 설치되어 있다.

### 승강장
| ↑ 운길산        |
| ４３ \| ２１ \| |
| 신원 ↓          |

| 1·2 | ● 수도권 전철 경의·중앙선 | 양평 · 용문 · 지평 방면 |
| 3·4 | ● 수도권 전철 경의·중앙선 | 구리 · 회기 · 문산 방면 |

## 역명 유래
양수라는 역명은 북한강과 남한강, 두 개의 물줄기가 합류한다 하여 생긴 동네 이름인 ‘두물머리’를 한자어로 바꾼 것이다. 하지만 현재의 양수역은 두물머리와 2km 이상 멀리 떨어져 있다.

## 역 주변

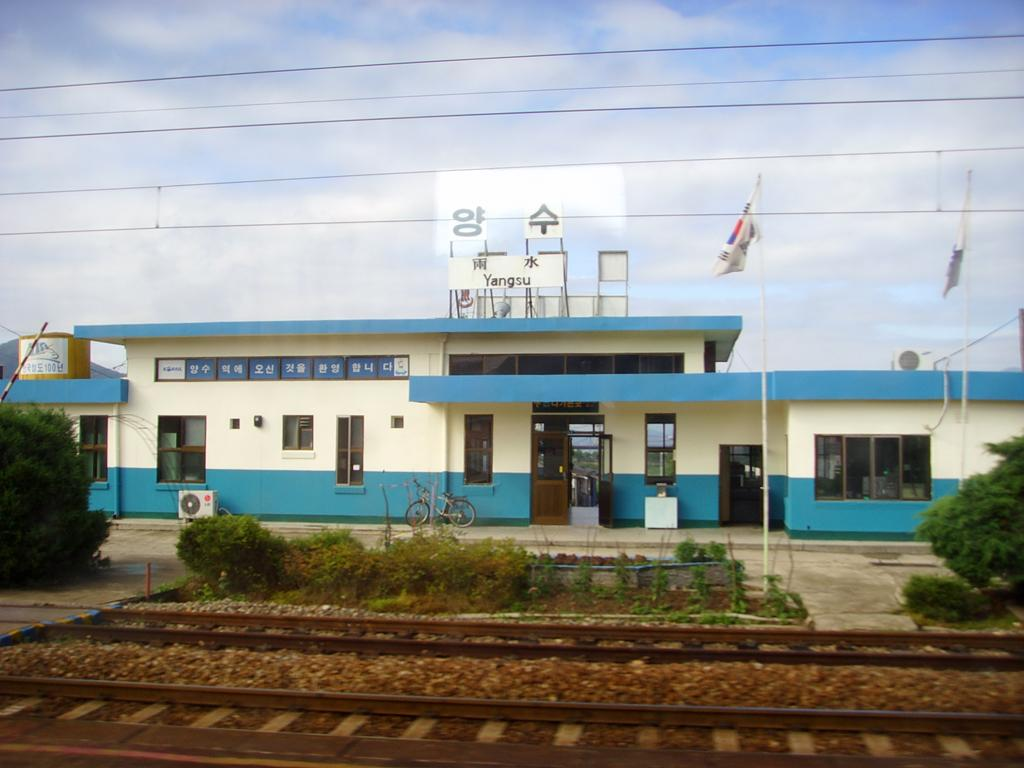
양수역 구 역사

- 양서면사무소
- 양서고등학교
- 양서문화공원
- 세미원
- 두물머리
- 황순원 소나기마을

## 이용객 변동
2008년 자료는 개통일인 2008년 12월 29일부터 12월 31일까지인 3일 기준으로 환산한 것이다.
| 노선        | 노선 | 일평균 인원수 (명/일) | 일평균 인원수 (명/일) | 일평균 인원수 (명/일) | 일평균 인원수 (명/일) | 일평균 인원수 (명/일) | 일평균 인원수 (명/일) | 일평균 인원수 (명/일) | 일평균 인원수 (명/일) | 일평균 인원수 (명/일) | 일평균 인원수 (명/일) | 각주  |
| 노선        | 노선 | 2005년                | 2006년                | 2007년                | 2008년                | 2009년                | 2010년                | 2011년                | 2012년                | 2013년                | 2014년                | 각주  |
| ----------- | ---- | --------------------- | --------------------- | --------------------- | --------------------- | --------------------- | --------------------- | --------------------- | --------------------- | --------------------- | --------------------- | ----- |
| 경의·중앙선 | 승차 | 미개통                | 미개통                | 미개통                | 632                   | 1,241                 | 1,467                 | 1,609                 | 1,741                 | 1,866                 | 2,071                 | [ 8 ] |
| 경의·중앙선 | 하차 | 미개통                | 미개통                | 미개통                | 777                   | 1,221                 | 1,484                 | 1,635                 | 1,767                 | 1,907                 | 2,094                 | [ 8 ] |
| 노선        | 노선 | 2015년                | 2016년                | 2017년                | 2018년                | 2019년                | 2020년                | 2021년                | 2022년                | 2023년                |                       | [ 8 ] |
| 경의·중앙선 | 승차 | 1,339                 | 2,162                 | 2,228                 | 2,114                 | 2,203                 | 1,668                 | 1,763                 | 1,960                 | 2,010                 |                       | [ 8 ] |
| 경의·중앙선 | 하차 | 1,251                 | 2,183                 | 2,238                 | 2,127                 | 2,227                 | 1,684                 | 1,786                 | 1,960                 | 1,997                 |                       | [ 8 ] |

## 사진

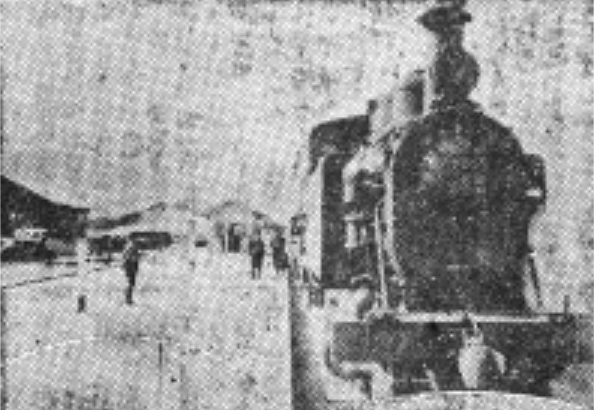
1939년 양수역에 대기중인 증기기관차
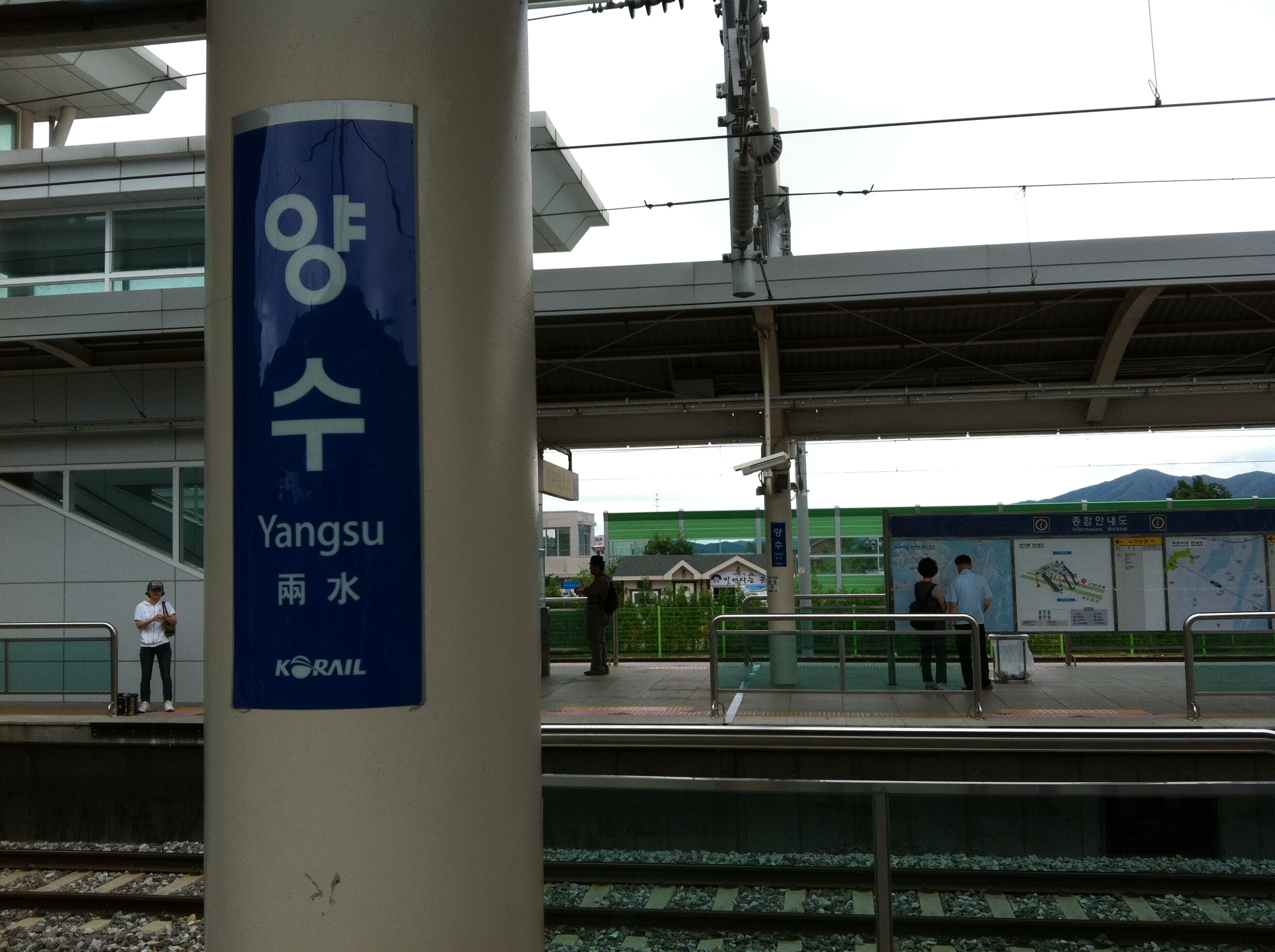
양수역 승강장 (스크린도어 설치 전)
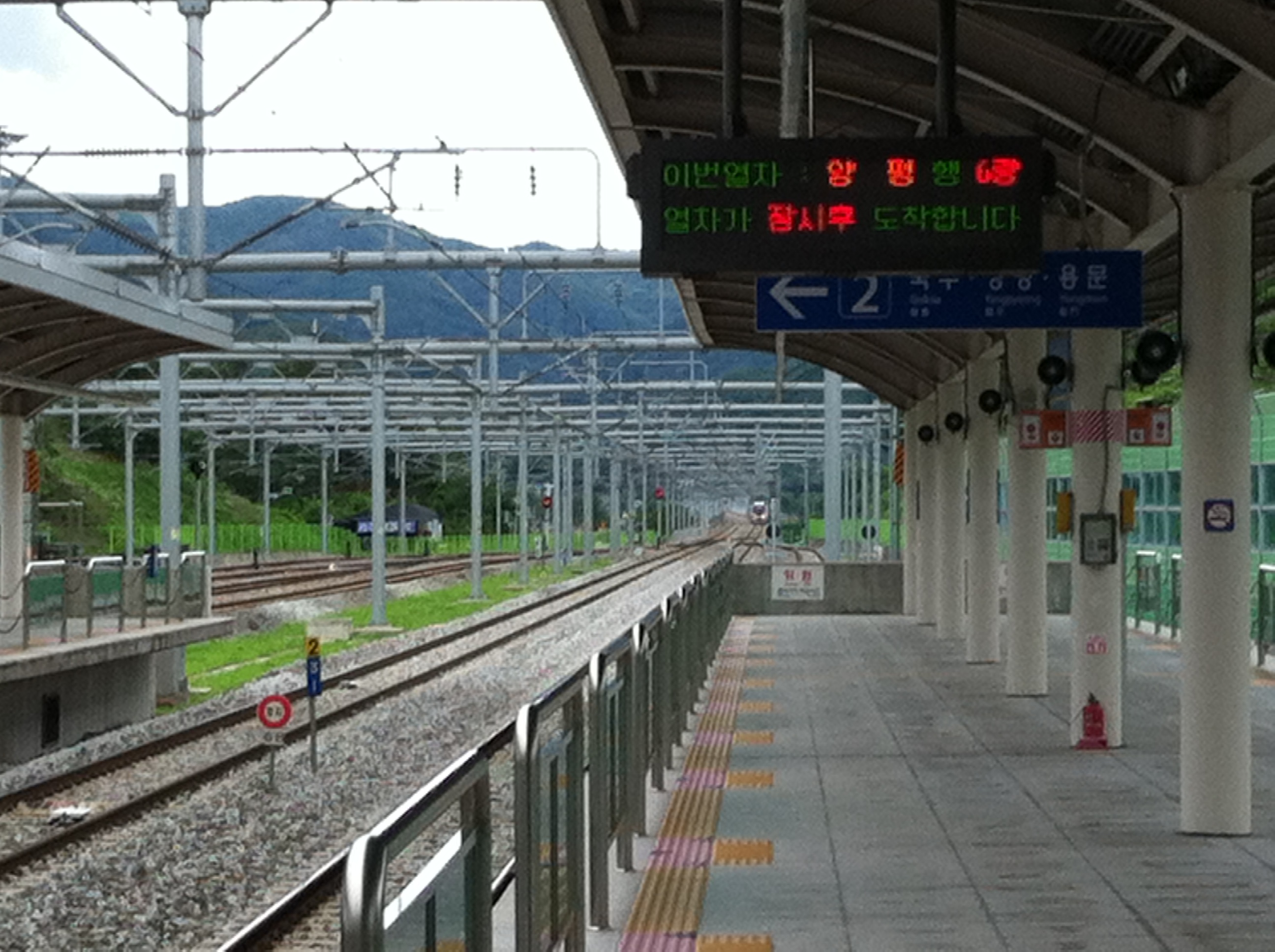
양평행 열차가 들어오고 있음을 알리는 전광판 (스크린도어 설치 전)
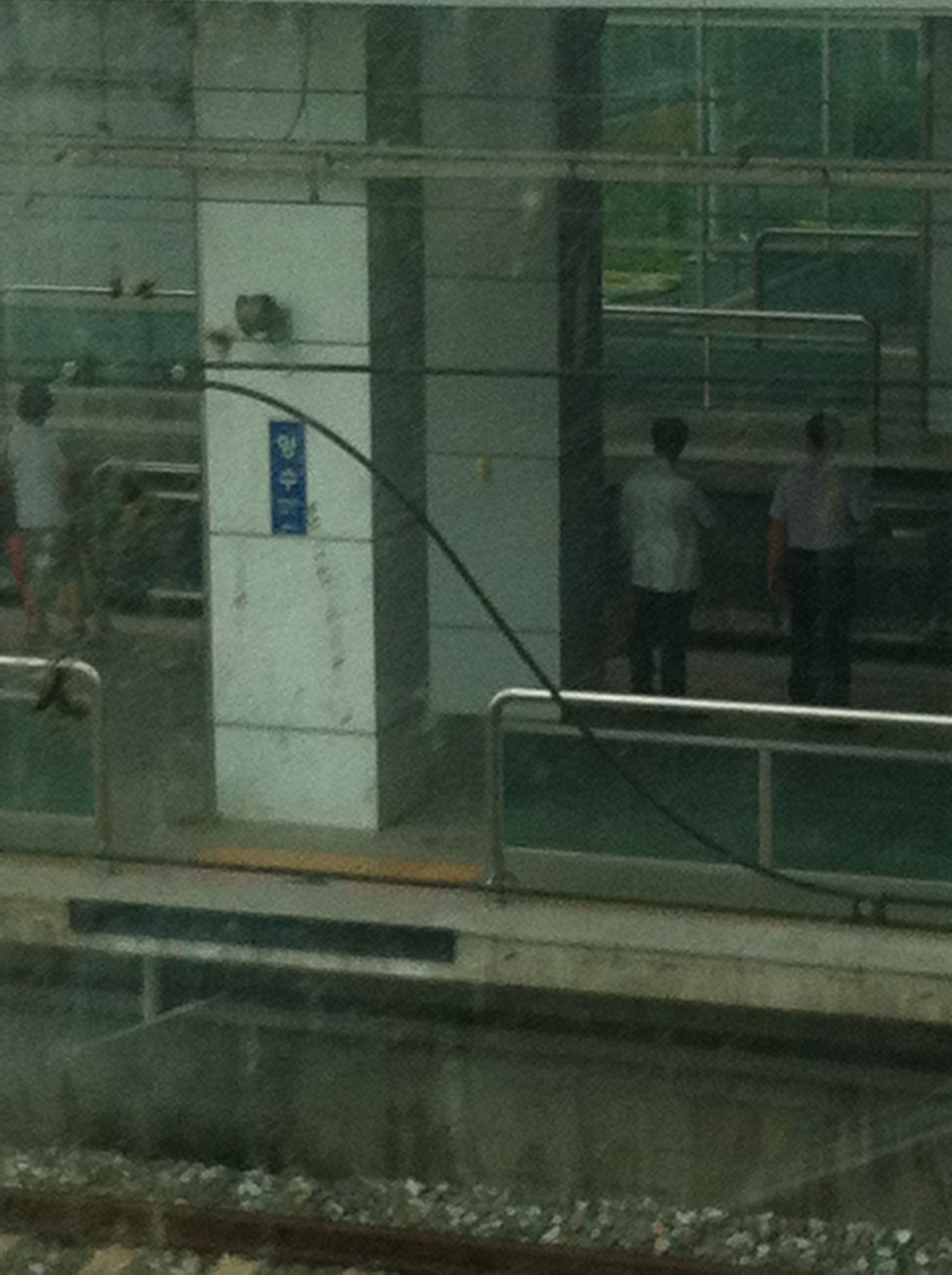
양수역 실내 승강장 (스크린도어 설치 전)
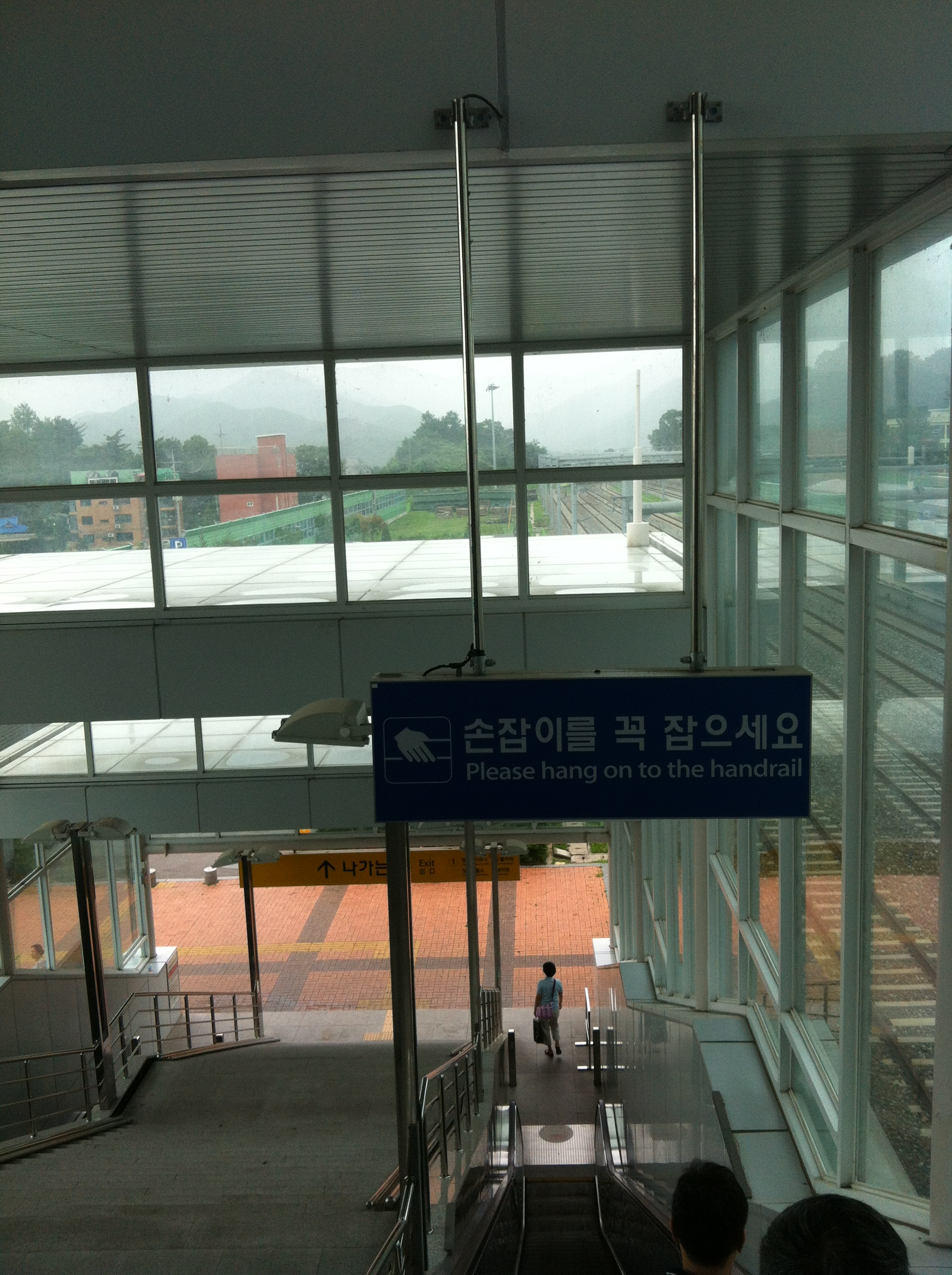
양수역 출입구
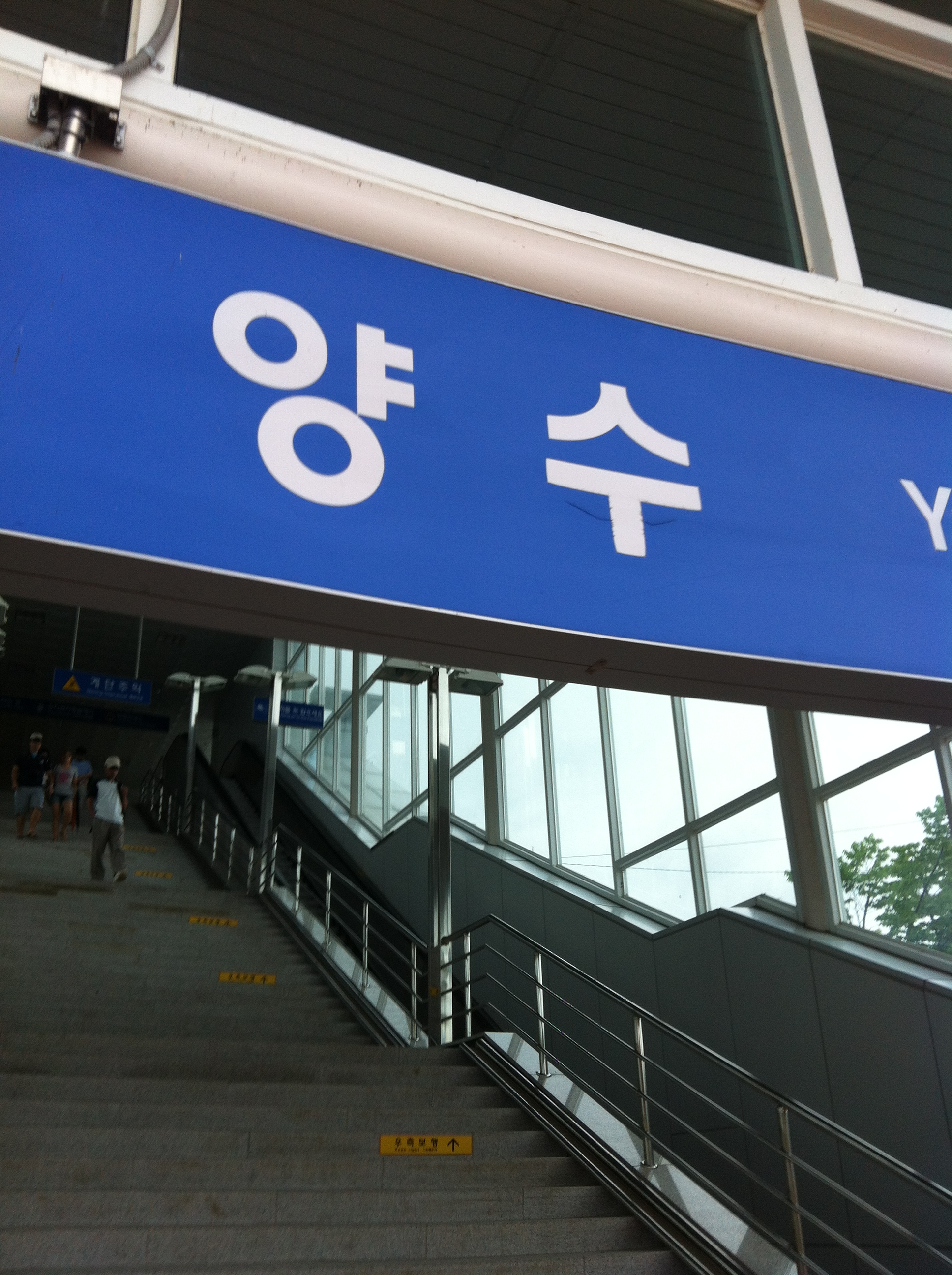
양수역 입구의 계단과 에스컬레이터

## 인접한 역
| 중앙선                          | 중앙선                                               | 중앙선                        |
| ------------------------------- | ---------------------------------------------------- | ----------------------------- |
| K129 운길산 문산 방면 문산 방면 | ● 수도권 전철 경의·중앙선 본선 완행 경의선 본선 급행 | K131 신원 지평 방면 용문 방면 |
| K127 도심 문산 방면             | ● 수도권 전철 경의·중앙선 중앙선 급행                | K135 양평 용문 방면           |